# Úrvalsdeild 1912
Úrvalsdeild 1912 là mùa giải đầu tiên của giải bóng đá Iceland. KR giành chức vô địch đầu tiên. Không đội nào xuống hạng vì chỉ có 3 đội đăng kí tham gia vào thời điểm đó. ÍBV Vestmannaeyjar bỏ giải sau 1 trận.
| Vị thứ | Đội  | St | T | H | B | BT | BB | HS | Đ |
| ------ | ---- | -- | - | - | - | -- | -- | -- | - |
| 1      | KR   | 2  | 1 | 1 | 0 | 4  | 1  | +3 | 3 |
| 2      | Fram | 1  | 0 | 1 | 0 | 1  | 1  | +0 | 1 |
| 3      | ÍBV  | 1  | 0 | 0 | 1 | 0  | 3  | -3 | 0 |

Playoff: KR Reykjavík 3 - 2 Fram Reykjavík
| Vô địch Úrvalsdeild 1912 |
| ------------------------ |